# Calcoli algebrici
I calcoli algebrici sono determinati tipi di calcoli la cui risoluzione necessita dell'utilizzo di nozioni e teoremi dell'algebra. Essi sono presenti all'interno delle espressioni algebriche e permettono di trovarne le soluzioni. I calcoli algebrici differiscono dai calcoli aritmetici poiché utilizzano strutture algebriche al posto dei numeri, e operazioni algebriche al posto di operazioni aritmetiche.
Calcolare quale numero sia il quadruplo del successivo del numero 5  equivale a svolgere un'espressione aritmetica, che in questo caso può essere riscritta come: {\displaystyle 4\times (5+1)=4\times 6=24}
Se invece volessimo calcolare quale numero sia il doppio del successivo di un generico numero {\displaystyle n} dovremmo scrivere un'espressione algebrica: {\displaystyle 2\times (n+1)} che può essere risolta mediante calcoli algebrici.
Il calcolo algebrico è spesso conosciuto come calcolo letterale, in quanto si applica a tutte quelle espressioni in cui vi compaiano numeri e lettere, oppure soltanto lettere. In matematica le espressioni contenenti una parte letterale oltre a quella numerica vengono dette monomi e polinomi.

## Monomi
- Si dice monomio l'espressione algebrica contenente solamente l'operazione di moltiplicazione.
- Alcuni esempi di monomi sono: {\displaystyle 3abc}  oppure    {\displaystyle \left({\frac {1}{2}}\right)ab\left({\frac {4}{5}}\right)cd}    mentre:   {\displaystyle 2\left({\frac {a}{b}}\right)}  o   {\displaystyle 5+ab}  non sono monomi.

- Due monomi si dicono simili tra loro quando hanno la stessa parte letterale. Esempio: {\displaystyle 3a^{5}} e  {\displaystyle 4a^{5}} sono monomi simili in quanto possiedono la stessa parte letterale {\displaystyle a^{5}}.

### Polinomi
Si dice polinomio un’espressione algebrica ottenuta dalla somma tra monomi.
Un esempio di polinomio può essere:   {\displaystyle 1+2ab-a^{2}b^{3}}

## Operazioni algebriche
Le operazioni algebriche che è possibile svolgere con monomi e polinomi sono: addizione, sottrazione, moltiplicazione e divisione. 

### Addizione e sottrazione
- Due monomi possono essere sommati o sottratti tra di loro solamente se sono simili.

- Dalla somma o sottrazione di due monomi simili si ottiene un altro monomio con la stessa parte letterale.

Esempio 1:    {\displaystyle 3a+5a=8a}
Esempio 2:    {\displaystyle 4a^{2}b+6a^{2}b-8a^{2}b=2a^{2}b}
Invece, quando si sommano o sottraggono più monomi che non sono tutti simili tra di loro, non si otterrà un monomio come risultato. 
Esempio:    {\displaystyle 3a+3b+5a+6b-4a}  in questo caso occorre sommare tra di loro i monomi con la stessa parte letterale, e il risultato sarà un polinomio.  
{\displaystyle (3a+5a-4a)+(3b+6b)=4a+9b}    A questo punto i due monomi non possono essere più sommati tra loro poiché hanno parti letterali diverse, perciò questo è il risultato dell'espressione algebrica. 

### Moltiplicazione
Consideriamo la seguente operazione algebrica:  {\displaystyle 3a^{2}4a^{3}}  si tratta di una moltiplicazione tra due monomi. 
Per calcolare il risultato è necessario tenere in considerazione alcune proprietà elementari dell'aritmetica: le proprietà commutativa, associativa e la prima proprietà delle potenze.
- Per la proprietà commutativa, nella moltiplicazione, cambiando l'ordine dei fattori (i due elementi da moltiplicare) il risultato non cambia, quindi:   {\displaystyle 3a^{2}4a^{3}=4a^{3}3a^{2}}
- Per la proprietà associativa   {\displaystyle 3a^{2}4a^{3}=3\times 4\times a^{2}a^{3}}

- Per la prima proprietà delle potenze se la parte letterale è la stessa si possono sommare gli esponenti.
- Perciò applicando queste proprietà:   {\displaystyle 3a^{2}4a^{3}=3\times 4\times a^{2}a^{3}=12a^{5}}

Invece, il prodotto tra due polinomi è un polinomio che si ottiene moltiplicando ogni termine del primo polinomio per ogni termine del secondo polinomio.
Esempio:  {\displaystyle (a^{2}-2a)(4a^{2}+a-3)}
In questo caso bisogna tener presente la proprietà distributiva, per cui  {\displaystyle 4a^{2}+a-3} verrà distribuito tra i termini {\displaystyle a^{2}-2a}.
{\displaystyle (a^{2}-2a)(4a^{2}+a-3)=a^{2}(4a^{2}+a-3)-2a(4a^{2}+a-3)=4a^{4}+a^{3}-3a^{2}-8a^{3}-2a^{2}-6a=}{\displaystyle 4a^{4}+a^{3}-3a^{2}-8a^{3}-2a^{2}-6a=4a^{4}-7a^{3}-5a^{2}-6a}

### Divisione
Consideriamo la seguente operazione:  {\displaystyle {\frac {6a^{2}b^{3}}{2b^{2}}}}  Si tratta di una divisione tra due monomi scritta sotto forma di frazione.
Per risolverla si può eseguire la divisione tra le due parti numeriche e tra le due parti letterali:  {\displaystyle {\frac {6a^{2}b^{3}}{2b^{2}}}={\frac {6}{2}}\times {\frac {a^{2}b^{3}}{b^{2}}}=3a^{2}b}
Per arrivare a questo risultato bisogna però ricordare un'altra delle proprietà delle potenze, per cui se in una divisione due monomi aventi parte letterale nella forma {\displaystyle a^{n}}, hanno la stessa base {\displaystyle a} allora gli esponenti {\displaystyle n} possono essere sottratti. Nel caso dell'esempio, {\displaystyle {\frac {b^{3}}{b^{2}}}=b}  per il fatto che gli esponenti 3 e 2 vengono sottratti, perciò {\displaystyle 3-2=1} che è l'esponente di {\displaystyle b}.
La divisione tra polinomi è spiegata alla pagina: Divisione dei polinomi